# Sophronios III. von Jerusalem
Sophronios III. (bl. um 1250) war als Nachfolger des Athanasios II. griechischer Patriarch von Jerusalem. 
Seine genauen Lebens- und Amtsdaten sind unbekannt. Wegen Äußerungen gegen die Ἀγαρηνοί (Muslime) wurde er eingekerkert und starb in der Haft.